# Métro léger de Mirandela
Le Métro léger de Mirandela est le réseau de métro léger de la ville de Mirandela, au Portugal. Il a fonctionné de 1992 à 2018. Il comptait une unique ligne, longue de quatre kilomètres.